# The first chapter...
『The first chapter...』（ザ・ファースト・チャプター）は、LIVの1枚目のアルバム。

## 内容
押尾学、南徹率いるバンドLIVによる初のオリジナル・アルバム。その最大のヒット作で、初回盤のみオリジナル・スクリーンセーバーを収録している。

## 収録曲
1. The First chapter
作曲・編曲：南徹・押尾学
2. HATE
作詞・作曲：押尾学　編曲：南徹・押尾学
3. Without You
作詞：押尾学　作曲：南徹　編曲：南徹・押尾学
4. Valor
作曲・編曲：南徹・押尾学
5. Try
作詞：押尾学　作曲：南徹　編曲：南徹・押尾学
6. Losers
作詞：押尾学　作曲：Katomai　編曲：Katomai・押尾学・南徹
7. Playback
作詞：押尾学　作曲：南徹　編曲：南徹・押尾学
8. T
作詞：押尾学　作曲：押尾学・Junichi Kamei　編曲：南徹・押尾学
9. SOUL
作詞：押尾学　作曲：南徹　編曲：南徹・押尾学
10. I wanna be with you
作詞：押尾学　作曲：南徹　編曲：南徹・押尾学
11. What?
12. Pain
作詞：押尾学　作曲：南徹　編曲：南徹・押尾学
13. 銀月
作詞・作曲：押尾学　編曲：南徹・押尾学
14. BRAVE
作詞：押尾学　作曲：南徹　編曲：南徹・押尾学

## 参加ミュージシャン
- FUMIYA（RIP SLYME） - DJ
- 山下昌良（LOUDNESS） - ベース
- Hello - ドラム